# Altbrandsleben
Altbrandsleben è una frazione della città tedesca di Oschersleben, nella Sassonia-Anhalt.
Fino al 1º luglio 2009 ha costituito un comune autonomo.